# Autódromo Oscar y Juan Gálvez
Het Autódromo Oscar y Juan Gálvez was het circuit waarop de Grand Prix van Argentinië werd verreden. Tegenwoordig wordt de 200 km van Buenos Aires gereden in het TC 2000 kampioenschap.
Het circuit, gelegen aan de rand van Buenos Aires, werd vaak omschreven als een Mickey Mouse circuit, omdat het veel bochten heeft. Het circuit is 4,2 kilometer lang. Het is vrij hobbelig en inhalen is er moeilijk.

## Namen van het circuit
- 1952 – 1955: Autódromo 17 de Octubre
- 1955 – midden jaren '60: Autódromo Municipal Ciudad de Buenos Aires
- Midden jaren '60 – 1989: Autódromo Municipal del Parque Almirante Brown de la Ciudad de Buenos Aires
- 1989 – 2008: Autódromo Oscar Alfredo Gálvez
- 2008 – heden: Autódromo Oscar y Juan Gálvez (nu vernoemd naar beide broers)

## Winnaars Formule 1
| Uitslagen Grand Prix van Argentinië | Uitslagen Grand Prix van Argentinië | Uitslagen Grand Prix van Argentinië | Uitslagen Grand Prix van Argentinië |
| Jaar                                | Coureur                             | Team                                |                                     |
| ----------------------------------- | ----------------------------------- | ----------------------------------- | ----------------------------------- |
| 1953                                | Alberto Ascari                      | Ferrari                             |                                     |
| 1954                                | Juan Manuel Fangio                  | Maserati                            |                                     |
| 1955                                | Juan Manuel Fangio                  | Mercedes-Benz                       |                                     |
| 1956                                | Juan Manuel Fangio                  | Ferrari                             |                                     |
| 1957                                | Juan Manuel Fangio                  | Maserati                            |                                     |
| 1958                                | Stirling Moss                       | Cooper                              |                                     |
| 1960                                | Bruce McLaren                       | Cooper                              |                                     |
| 1972                                | Jackie Stewart                      | Tyrrell                             |                                     |
| 1973                                | Emerson Fittipaldi                  | Lotus                               |                                     |
| 1974                                | Denny Hulme                         | McLaren                             |                                     |
| 1975                                | Emerson Fittipaldi                  | McLaren                             |                                     |
| 1977                                | Jody Scheckter                      | Wolf                                |                                     |
| 1978                                | Mario Andretti                      | Lotus                               |                                     |
| 1979                                | Jacques Laffite                     | Ligier                              |                                     |
| 1980                                | Alan Jones                          | Williams                            |                                     |
| 1995                                | Damon Hill                          | Williams                            |                                     |
| 1996                                | Damon Hill                          | Williams                            |                                     |
| 1997                                | Jacques Villeneuve                  | Williams                            |                                     |
| 1998                                | Michael Schumacher                  | Ferrari                             |                                     |